# Ляльки (фільм, 1987)
«Ляльки» (англ. Dolls) — американський фільм жахів 1987 року режисера Стюарта Гордона.
Захоплені негодою мандрівники потрапляють в садибу в лісі, де проживає дивна літня пара. Створені цим подружжям ляльки мають здатність оживати і навіть вбивати тих, хто їм не подобається.

## Сюжет
Родина, що складається з дівчинки Джуді, її батька Девіда та мачухи Розмарі, подорожує автомобілем під час відпустки Англією. Ввечері настає гроза і родина шукає прихисток у маєтку неподалік. Джуді фантазує про те, як її іграшковий ведмедик оживає та вбиває ненависну їй мачуху. В маєтку мандрівників зустрічає доброзичливе подружжя, Габріель і Гіларі Гартвік, які виготовляють ляльки ручної роботи. Дізнавшись, що Джуді «загубила» свого плюшевого ведмедика Тедді (насправді його викинула Розмарі), Габріель дарує Джуді ляльку блазня на ім'я Містер Панч. Вночі до маєтку приїжджають ще троє людей, які також шукають притулку від грози: добродушний американський бізнесмен Ральф і англійські автостопниці-панки Ізабель і Енід, яких Розмарі раніше відмовилася підвезти. Габріель розповідає гостям як в дитинстві вірив, нібито ляльки вночі оживають.
Ізабель та Енід насправді злодійки, що хотіли обікрасти Ральфа. Побачивши заможний маєток, Ізабель вночі намагається що-небудь поцупити. Тоді на неї нападають ляльки та затягують злодійку в темряву. Джуді бачить це і намагається розповісти батькові. Проте Девід не вірить їй і разом з Розмарі звинувачує Джуді в фантазуванні. Натомість Джуді переконує Ральфа перевірити з нею коридор. Спочатку Ральф налаштований дуже скептично, але згодом він починає вірити Джуді, бо бачить кривавий слід. Енід звинувачує Ральфа в убивстві і гості маєтку сваряться. Габріель потім каже, що це він випадково розлив червону фарбу.
Глибокої ночі на Розмарі нападають ляльки. Вони оточують її і Розмарі, тікаючи, випадає з вікна й розбивається на смерть. Енід шукає Ізабель і знаходить її на горищі майже повністю перетвореною на ляльку (Ральф і Джуді раніше були там само, але не помітили її). Натовп ляльок атакує та вбиває Енід, коли вона намагається втекти з горища. Тим часом Ральф випадково потрапляє в пастку, яку ляльки встановили для інших дорослих. Джуді переконає іграшок не вбивати Ральфа, о він не зробив нічого поганого. Девід знаходить труп Розмарі, покладений на ліжко, і вважає, що це Ральф її вбив.
Девід розшукує Ральфа в майстерні, щоб убити. Він не слухає дочку, яка каже про живих ляльок. Девід приголомшує Ральфа, але добити його не дозволяє Містер Панч. В бійці з ним Девід розбиває ляльку. Слідом до майстерні приходять Габріель і Гіларі та кажуть, що зроблять його добрішим — і Девід перетворюється на нового Містера Панча.
Зранку Ральф і Джуді прокидаються поряд з Габріелем і Гіларі. Хазяї маєтку кажуть, що їх не було вночі вдома, а гостей знайшли непритомними. Для Джуді Габріель зачитує листа, в якому її батько нібито розповів, що разом з мачухою і попутницями покинув дочку, якій радить переїхати до Бостона. Ральф і Джуді покидають маєток. В автомобілі Ральфа виявляється ведмедик Тедді, якого дівчинка вирішує лишити в маєтку. Від'їжджаючи, дівчинка пропонує Ральфу, щоб він її удочерив і одружився з її справжньою матір'ю в Бостоні.
Наприкінці ляльки в вигляді Девіда, Розмарі, Енід та Ізабель сидять на полиці. До маєтка наближається авто з галасливим подружжям і двома дітьми.

## У ролях
| Актор                | Роль            |
| -------------------- | --------------- |
| Йен Патрік Вільямс   | Девід Бовер     |
| Керолін Парді-Гордон | Розмарі Бовер   |
| Керрі Лоррейн        | Джуді Бовер     |
| Гай Рольф            | Гебріел Гартвік |
| Гіларі Мейсон        | Гіларі Гартвік  |
| Банті Бейлі          | Ізабель Прейндж |
| Кессі Стюарт         | Енід            |
| Стівен Лі            | Ральф Морріс    |

## Сприйняття
Фільм отримав неоднозначні відгуки. На сайті Rotten Tomatoes його схвалили 60 % критиків. На Metacritic фільм отримав середнє схвалення на рівні 55 %, що вказує на «змішані або посередні відгуки».
Рецензія Роджера Еберта на фільм була здебільшого негативною, зазначаючи, що в «Ляльках» є розумні діалоги, гра слів і недомовленість, але самими ляльками знехтувано. До того ж ляльки за своєю суттю не лякають через свій милий вигляд.
Чак Бовен, роблячи огляд перевидання фільму на Blu-ray, писав: «Хоча люди, які стукають у двері Габріеля, загалом огидні, покарання, яке їх спіткає, неймовірно перевершує жорстокість їхніх різноманітних злочинів». «Ляльки» — це малобюджетний фільм, де попри те видно скрупульозну роботу над декораціями та є привабливий лиходій. Тому це недооцінене фентезі жахів Стюарта Гордона, яке потрібно відкрити заново.
Мелісса Фолькер на сайті Horrornews.net відгукнулася, що спецефекти з ляльками трохи додають правдоподібності та загальної моторошності сюжету. При цьому частину їхніх дій навіть не видно в кадрі. В живих персонажів при цьому штучні діалоги, а самі персонажі втілюють стереотипні ролі, хоча акторська гра непогана.